# James Flavin
James Flavin, född 14 maj 1906 i Portland, Maine, död 23 april 1976 i Los Angeles, Kalifornien, var en amerikansk skådespelare. Flavin kom att medverka i nära 400 filmer, och över 90 TV-produktioner. Från filmdebuten 1932 fram till 1971 dök han upp i film efter film, och blev ett självklart val då bolagen behövde en skådespelare för polis, detektiv eller vaktroller. Men han kom även att gestalta många andra karaktärer, ofta i så pass små roller att han inte stod med i rollistan. Först mot slutet av sitt liv gjorde han debut på Broadway då han 1969 fick en roll i en uppsättning av The Front Page.

## Filmografi, urval
- 1932 – Mänskligt villebråd
- 1933 – King Kong
- 1933 – En enda natt (ej krediterad)
- 1934 – Baby debuterar
- 1935 – Med berått mod (ej krediterad)
- 1935 – Den stora razzian (ej krediterad)
- 1936 – Godfrey ordnar allt (ej krediterad)
- 1937 – Charlie Chan på Broadway (ej krediterad)
- 1937 – Man lever bara en gång (ej krediterad)
- 1938 – Jag är lagen (ej krediterad)
- 1938 – Komedien om oss människor (ej krediterad)
- 1938 – Kärleksduetten (ej krediterad)
- 1939 – Då lagen var maktlös (ej krediterad)
- 1940 – Knute Rockne All American (ej krediterad)
- 1940 – En kväll att minnas (ej krediterad)
- 1940 – Ingen rädder för spöken (ej krediterad)
- 1940 – Pensionatet som blev nattklubb (ej krediterad)
- 1940 – Nattens vargar (ej krediterad)
- 1940 – Vredens druvor (ej krediterad)
- 1941 – Affectionately Yours
- 1941 – Bruden kom pr. efterkrav (ej krediterad)
- 1941 – En kvinna bland män (ej krediterad)
- 1941 – En studie i brott (ej krediterad)
- 1941 – Sierra (ej krediterad)
- 1941 – Natten är så kort... (ej krediterad)
- 1941 – Rivaler på galej (ej krediterad)
- 1941 – Jimmys lyckliga timme (ej krediterad)
- 1941 – Lika barn leka bäst (ej krediterad)
- 1942 – Yankee Doodle Dandy (ej krediterad)
- 1942 – Gentleman Jim (ej krediterad)
- 1942 – Vägarnas folk gör revolt (ej krediterad)
- 1943 – Himlen kan vänta (ej krediterad)
- 1943 – Vi hälsa livet
- 1944 – Han föll med ära
- 1944 – Laura (ej krediterad)
- 1945 – Konflikt (ej krediterad)
- 1945 – Mirakelmannen (ej krediterad)
- 1945 – Mildred Pierce – en amerikansk kvinna (ej krediterad)
- 1945 – Ingen hejd på galenskaperna (ej krediterad)
- 1946 – Brottsling gör revolt
- 1946 – En ängel vid min skuldra
- 1946 – Fallet Martha Ivers
- 1946 – Dolken och kappan
- 1946 – Stulet liv (ej krediterad)
- 1947 – Kvinnan utanför
- 1947 – Mardrömsgränden (ej krediterad)
- 1947 – Luffar-miljonären på 5:e avenyn (ej krediterad)
- 1947 – Åh, en sån deckare! (ej krediterad)
- 1948 – Brott på Broadway
- 1948 – Gäckande Venus
- 1948 – Sov, min älskling! (ej krediterad)
- 1949 – Fantomen från Afrika
- 1949 – Flamingovägen (ej krediterad)
- 1950 – Jagad av radiopolisen
- 1950 – Styv i korken (ej krediterad)
- 1951 – Aj, som katten (ej krediterad)
- 1951 – Sista varningen (ej krediterad)
- 1952 – Vattnets Venus
- 1955 – Nattpermission
- 1957 – Duell bland bergen
- 1957 – Vild är vinden
- 1958 – Det sista hurraropet (ej krediterad)
- 1963 – En ding, ding, ding, ding värld (ej krediterad)
- 1967 – Good Times
- 1967 – Med kallt blod